# Sergei Lysov
Sergei Lysov (hebräisch סרגיי ליסוב, russisch Сергей Сергеевич Лысов Sergei Sergejewitsch Lyssow; * 22. April 2004 in Toljatti, Russland) ist ein israelischer Rollstuhltennisspieler.

## Karriere
Bei Sergei Lysov wurde im Alter von neun Jahren Morbus Perthes diagnostiziert, wegen der damit verbundenen körperlichen Einschränkungen wechselte er vom Fußball zum Rollstuhltennis. Bald wurde sein Talent erkannt und er zog nach Moskau, um dort professionell trainieren zu können. Lysov spielt seit 2014 auf der ITF-Tour, im April 2018 erreichte er mit Platz vier seine höchste Position in der Juniorenweltrangliste. Er konnte mehrere Turniere niedrigerer Kategorie im Einzel oder Doppel gewinnen.
Von 2016 bis 2018 trat Sergei Lysov beim Juniorenwettbewerb des World Team Cup für Russland an, dabei gewann er die Austragung 2018. Lysov emigrierte mit seiner Familie 2019 nach Israel, seit 2021 spielt er beim World Team Cup für sein neues Heimatland.
Bei den Paralympischen Spielen 2024 in Paris zog Lysov durch einen Sieg über den Chilenen Brayan Tapia in die zweite Runde ein, dort traf er auf den späteren Silbermedaillengewinner Alfie Hewett, dem er klar unterlag. Im Doppel verlor er sein Achtelfinale an der Seite von Adam Berdichevsky gegen die Franzosen Frédéric Cattaneo und Stéphane Houdet in zwei Sätzen.